# Altura (medida)
A altura, como medida, é a dimensão de um corpo considerado verticalmente. É semelhante à altitude, exceto no referencial. Enquanto a altitude usa como referencial o nível médio do mar, a altura vai desde a base de um corpo até a extremidade, mas é variável, embora normalmente o sujeito esteja sobre o solo.